# Sadek Bachchu
Sadek Bachchu (en bengalí: সাদেক বাচ্চু; Hajiganj,Chandpur, Bangladés, 1 de enero de 1955 - Daca, 14 de septiembre de 2020) fue un actor de cine de Bangladés. También apareció en dramas de televisión y teatro.

## Infancia y juventud
Sadek Bachchu nació el 1 de enero de 1955 en Haziganj. Su verdadero nombre es Mahbub Ahmed Sadeq. Su padre era un funcionario de alto rango en el departamento postal. Su padre falleció tres meses después de que el aprobara su examen de certificación de la escuela secundaria. Se incorporó al servicio postal a los quince años tras la muerte de su padre. Mientras trabajaba, se graduó de T&T College.

## Filmografía
- Ramer Sumoti (1985)
- Sujon Sakhi (1994)
- Disco Dancer (1994)
- Papi Shatru (1995)
- Priyojon (1996)
- Ananda Ashru (1997)
- Lal Badsha (1999)
- Ke Amar Baba (1999)
- Moron Kamor (1999)
- Sahoshi Manush Chai (2003)
- Koti Takar Kabin (2006)
- Amar Praner Swami (2007)
- Moydan (2007)
- Badhubaran (2008)
- Mayer Hate Behester Chabi (2009)
- Mon Bosena Porar Table-e (2009)
- Ek Jaban (2010)
- Amar Swapna Amar Songsar (2010)
- Nissash Amar Tumi (2010)
- Mayer Chokh (2010)
- Bukh Fate To Mukh Fotena (2012)
- Jiddi Mama (2012)
- Durdhorsho Premik (2012)
- Judge Barrister Police Commissioner (2013)
- Dhaka To Bombay (2013)
- Jor Kore Bhablobasha Hoy Na (2013)
- Jibon Nodir Tire (2013)
- Tomar Majher Ami (2013)
- Ki Prem Dekhaila (2013)
- Inchi Inchi Prem (2013)
- Bhalobasha Zindabad (2013)
- Lov E Pap Pape Mrittu (2014)
- Shopno Je Tui (2014)
- Mohua Sundori (2015)
- Dui Prithibi (2015)
- Bhalobasha Shimahin (2015)
- Love Marriage (2015)[8]
- Rajababu - The Power (2015)
- Lover Number One (2015)
- Commisoner  (2015)
- Aro Bhalobashbo Tomay (2015)
- Black Money (2015)
- Dui Prithibi (2015)
- Bullet Babu (2016)
- Purnodoirgho Prem Kahini 2  (2016)
- Raja 420 (2016)
- Mia Bibi Raji (2016)
- Matir Pori (2016)
- Bossgiri (2016)
- Rangbaz (2017)
- Chol Palai (2017)[9]
- Dhat Teri Ki (2017)[10]
- Ekti Cinemar Golpo (2018)
- Super Hero (2018)
- Capitan Khan (2018)

## Vida personal
Sadek estaba casado con Shahnaz Jahan. Tuvo dos hijas y un hijo. 
Falleció el 14 de septiembre de 2020 a la edad de 65 años después de ser diagnosticado con COVID-19 durante la pandemia de COVID-19 en Bangladés.